# Campionato europeo dei piccoli stati femminile di pallavolo 2023
Il campionato europeo dei piccoli stati femminile di pallavolo 2023 si è svolto dal 26 al 28 maggio 2023 a Lussemburgo, in Lussemburgo: al torneo hanno partecipato sei squadre nazionali europee dei piccoli stati e la vittoria finale è andata per la terza volta all'Islanda.

## Impianti
| |  |  |
| |  |  |
| Centre national sportif et culturel D'Coque Città: Lussemburgo Capienza: 988 Anno d'apertura: 2002 |  |  |

## Regolamento

### Formula
La formula ha previsto:
- Fase a gironi, disputata con gironi all'italiana: le prime due classificate di ogni girone hanno acceduto alla fase finale per il primo posto, mentre l'ultima classificata di ogni girone ha acceduto alla finale per il quinto posto.
- Finale per il quinto posto, giocata con gara unica.
- Fase finale per il primo posto, disputata con semifinali, finale per il terzo posto e finale, giocate con gara unica.

### Criteri di classifica
Se il risultato finale è stato di 3-0 o 3-1 sono stati assegnati 3 punti alla squadra vincente e 0 a quella sconfitta, se il risultato finale è stato di 3-2 sono stati assegnati 2 punti alla squadra vincente e 1 a quella sconfitta.
L'ordine del posizionamento in classifica è stato definito in base a:
- Numero di partite vinte;
- Punti;
- Ratio dei set vinti/persi;
- Ratio dei punti realizzati/subiti;
- Risultati degli scontri diretti.

## Squadre partecipanti
| Squadra          | Qualificazione      | Ultima partecipazione |
| ---------------- | ------------------- | --------------------- |
| Irlanda          | -                   | Islanda 2022          |
| Irlanda del Nord | -                   | Malta 2022            |
| Islanda          | -                   | Islanda 2022          |
| Lussemburgo      | Paese organizzatore | Lussemburgo 2019      |
| Malta            | -                   | Malta 2022            |
| Scozia           | -                   | Islanda 2022          |

## Torneo

### Fase a gironi
| Girone A    | Girone B         |
| ----------- | ---------------- |
| Irlanda     | Irlanda del Nord |
| Lussemburgo | Islanda          |
| Malta       | Scozia           |

#### Girone A

##### Risultati
| 26 maggio 2023 D'Coque, Lussemburgo Durata: ? - Spettatori: ? | Lussemburgo | 3 - 0 | Malta   | 25-5, 25-7, 25-23                 |
| 26 maggio 2023 D'Coque, Lussemburgo Durata: ? - Spettatori: ? | Lussemburgo | 3 - 0 | Irlanda | 25-13, 25-5, 30-28                |
| 27 maggio 2023 D'Coque, Lussemburgo Durata: ? - Spettatori: ? | Malta       | 3 - 2 | Irlanda | 25-23, 24-26, 25-19, 22-25, 15-10 |

##### Classifica
| Pos. | Squadra     | Pt | G | V | P | SV | SP | Ratio | PF  | PS  | Ratio |
| ---- | ----------- | -- | - | - | - | -- | -- | ----- | --- | --- | ----- |
| 1.   | Lussemburgo | 6  | 2 | 2 | 0 | 6  | 0  | MAX   | 155 | 81  | 1,913 |
| 2.   | Malta       | 2  | 2 | 1 | 1 | 3  | 5  | 0,600 | 146 | 178 | 0,820 |
| 3.   | Irlanda     | 1  | 2 | 0 | 2 | 2  | 6  | 0,333 | 149 | 191 | 0,780 |

      Qualificata alle semifinali.
      Qualificata alla finale per il quinto posto.

#### Girone B

##### Risultati
| 26 maggio 2023 D'Coque, Lussemburgo Durata: ? - Spettatori: ? | Islanda | 3 - 0 | Irlanda del Nord | 25-18, 25-19, 25-15               |
| 26 maggio 2023 D'Coque, Lussemburgo Durata: ? - Spettatori: ? | Islanda | 2 - 3 | Scozia           | 25-27, 22-25, 25-15, 25-10, 20-22 |
| 27 maggio 2023 D'Coque, Lussemburgo Durata: ? - Spettatori: ? | Scozia  | 3 - 0 | Irlanda del Nord | 25-17, 25-17, 25-13               |

##### Classifica
| Pos. | Squadra          | Pt | G | V | P | SV | SP | Ratio | PF  | PS  | Ratio |
| ---- | ---------------- | -- | - | - | - | -- | -- | ----- | --- | --- | ----- |
| 1.   | Scozia           | 5  | 2 | 2 | 0 | 6  | 2  | 3,000 | 174 | 164 | 1,060 |
| 2.   | Islanda          | 4  | 2 | 1 | 1 | 5  | 3  | 1,666 | 192 | 151 | 1,271 |
| 3.   | Irlanda del Nord | 0  | 2 | 0 | 2 | 0  | 6  | 0,000 | 99  | 150 | 0,660 |

      Qualificata alle semifinali.
      Qualificata alla finale per il quinto posto.

### Fase finale

#### Finale 1º e 3º posto
|  | Semifinali | Semifinali  | Semifinali |         |    | Finale          | Finale          | Finale          |  |
|  |            |             |            |         |    |                 |                 |                 |  |
|  | 1B         | Scozia      | 3          |         |    |                 |                 |                 |  |
|  | 1B         | Scozia      | 3          |         |    |                 |                 |                 |  |
|  | 2A         | Malta       | 1          |         |    |                 |                 |                 |  |
|  | 2A         | Malta       | 1          |         | 1B | Scozia          | 2               |                 |  |
|  |            |             |            |         | 1B | Scozia          | 2               |                 |  |
|  |            |             | 2B         | Islanda | 3  |                 |                 |                 |  |
|  | 1A         | Lussemburgo | 2B         | Islanda | 3  | 2               |                 |                 |  |
|  | 1A         | Lussemburgo |            |         |    | 2               |                 |                 |  |
|  | 2B         | Islanda     | 3          |         |    | Finale 3º posto | Finale 3º posto | Finale 3º posto |  |
|  | 2B         | Islanda     | 3          |         |    |                 |                 |                 |  |
|  |            |             |            |         |    |                 |                 |                 |  |
|  |            |             |            |         |    | 2A              | Malta           | 0               |  |
|  |            |             |            |         |    | 2A              | Malta           | 0               |  |
|  |            |             |            |         |    | 1A              | Lussemburgo     | 3               |  |

##### Semifinali
| 27 maggio 2023 D'Coque, Lussemburgo Durata: ? - Spettatori: ? | Scozia      | 3 - 1 | Malta   | 25-21, 25-12, 20-25, 25-15        |
| 27 maggio 2023 D'Coque, Lussemburgo Durata: ? - Spettatori: ? | Lussemburgo | 2 - 3 | Islanda | 25-23, 23-25, 23-25, 25-13, 12-15 |

##### Finale 3º posto
| 28 maggio 2023 D'Coque, Lussemburgo Durata: ? - Spettatori: ? | Malta | 0 - 3 | Lussemburgo | 17-25, 23-25, 22-25 |

##### Finale
| 28 maggio 2023 D'Coque, Lussemburgo Durata: ? - Spettatori: ? | Scozia | 2 - 3 | Islanda | 23-25, 25-12, 14-25, 25-23, 12-15 |

#### Finale 5º posto
| 28 maggio 2023 D'Coque, Lussemburgo Durata: ? - Spettatori: ? | Irlanda | 3 - 0 | Irlanda del Nord | 25-20, 27-25, 25-19 |

## Classifica finale
| Pos | Squadra          |
| --- | ---------------- |
|     | Islanda          |
|     | Scozia           |
|     | Lussemburgo      |
| 4.  | Malta            |
| 5.  | Irlanda          |
| 6.  | Irlanda del Nord |

## Premi individuali
| Premio                 | Nome                      | Squadra     |
| ---------------------- | ------------------------- | ----------- |
| MVP                    | Thelma Dögg Grétarsdóttir | Islanda     |
| Miglior palleggiatrice | Julie Teso                | Lussemburgo |
| Miglior opposto        | Thelma Dögg Grétarsdóttir | Islanda     |
| Miglior schiacciatrice | Carla Mulli               | Lussemburgo |
| Miglior schiacciatrice | Tinna Þórarinsdóttir      | Islanda     |
| Miglior centrale       | Mhairi Agnew              | Scozia      |
| Miglior centrale       | Valdís Einarsdóttir       | Islanda     |
| Miglior libero         | Laura McReady             | Scozia      |